# バシュキム・カドリ
バシュキム・カドリ（Bashkim Kadrii、1991年7月9日 - ）は、デンマーク・コペンハーゲン出身のプロサッカー選手。元サッカーデンマーク代表。ファティフFC所属。ポジションはFW。

## 経歴

### クラブ
デンマーク3部に所属していたB.93でキャリアをスタート。ここでチーム内得点王を獲得し、2009年後半にはオーデンセBKやボルシア・ドルトムントが興味を示していると報じられた。
2010年7月、以前から関心が伝えられていたオーデンセBKに移籍。2011年12月のスナユスケ戦で初ハットトリックを達成。
2014年夏、前年度王者のFCコペンハーゲンに移籍。
2017年2月、レンタルでMSLのミネソタ・ユナイテッドFCに加入。

### 代表
各年代でデンマーク代表に選出されている。

## 代表歴
- デンマークU-18
- デンマークU-19
  - UEFA U-19欧州選手権2010予選
- デンマークU-20
- デンマークU-21
  - UEFA U-21欧州選手権2011
- デンマーク代表

## タイトル

### クラブ
コペンハーゲン
- デンマーク・スーペルリーガ: 2015–16
- デンマーク・カップ: 2014–15, 2015–16